# باريس (ميزوري)
باريس (بالإنجليزية: Paris city, Missouri)‏ هي مدينة تقع بولاية ميزوري في الولايات المتحدة. تبلغ مساحتها 3.29 كم2، وترتفع عن سطح البحر 211 م، بلغ عدد سكانها 1,220 نسمة في عام 2010 حسب إحصاء مكتب تعداد الولايات المتحدة وتصل الكثافة السكانية فيها 370.8 نسمة لكل كيلومتر مربع (960.4/ميل2).

## التركيبة السكانية
حدّد مكتب تعداد الولايات المتحدة بيانات التركيبة السكانية لباريس في تعداد الولايات المتحدة. في ما يلي، التركيبة السكانية حسب تعدادي 2000 و2010.

### تعداد عام 2000
بلغ عدد سكان باريس 1,529 نسمة بحسب تعداد عام 2000، وبلغ عدد الأسر 603 أسرة وعدد العائلات 364 عائلة مقيمة في المدينة. في حين سجلت الكثافة السكانية 464.7 نسمة لكل كيلومتر مربع (1,203.6/ميل2). وبلغ عدد الوحدات السكنية 682 وحدة بمتوسط كثافة قدره 207.3 لكل كيلومتر مربع (536.9/ميل2).
وتوزع التركيب العرقي للمدينة بنسبة 92.15% من البيض و6.21% من الأمريكيين الأفارقة و0.92% من الأمريكيين الأصليين و0.07% من الأمريكيين ذوي الأصول الآسيوية و0.65% من عرقين مختلطين أو أكثر و0.46% من الهسبانيون أو اللاتينيون من أي عرق.
بلغ عدد الأسر 603 أسرة كانت نسبة 28.7% منها لديها أطفال تحت سن الثامنة عشر تعيش معهم، وبلغت نسبة الأزواج القاطنين مع بعضهم البعض 48.4% من أصل المجموع الكلي للأسر، ونسبة 9.1% من الأسر كان لديها معيلات من الإناث دون وجود شريك، بينما كانت نسبة 2.8% من الأسر لديها معيلون من الذكور دون وجود شريكة وكانت نسبة 39.6% من غير العائلات. تألفت نسبة 36.3% من أصل جميع الأسر من عدة أفراد يعيشون في نفس المنزل ونسبة 22.6% كانت تتألف من شخص يعيش بمفرده يبلغ من العمر 65 عاماً أو أكثر. وبلغ متوسط حجم الأسرة المعيشية 2.32، أما متوسط حجم العائلات فبلغ 3.03.
بلغ العمر الوسطي للسكان 44.0 عاماً. وكانت نسبة 22.8% من القاطنين تحت سن الثامنة عشر، وكانت نسبة 7.3% بين الثامنة عشر والرابعة والعشرين عاماً، ونسبة 21% كانت واقعةً في الفئة العمرية ما بين الخامسة والعشرين والرابعة والأربعين عاماً، ونسبة 19.4% كانت ما بين الخامسة والأربعين والرابعة والستين، ونسبة 21% كانت ضمن فئة الخامسة والستين عاماً فما فوق. يوجد لكل 100 أنثى 89.3 ذكر، ويوجد لكل 100 أنثى في الثامنة عشر من عمرها فما فوق 82.6 ذكر.
بلغ متوسط دخل الأسرة في المدينة 29,556 دولارًا، أما متوسط دخل العائلة فبلغ 36,917 دولارًا. وكان متوسط دخل الذكور 27,813 دولارًا مقابل 18,580 دولارًا للإناث. وسجل دخل الفرد الخاص بالمدينة 14,980 دولارًا. وكانت نسبة 5.8% من العائلات ونسبة 10.4% من السكان تحت خط الفقر، وكان من هؤلاء نسبة 11.8% تحت سن الثامنة عشر ونسبة 10.8% في الخامسة والستين من العمر وما فوق.

### تعداد عام 2010
بلغ عدد سكان باريس 1,220 نسمة بحسب تعداد عام 2010، وبلغ عدد الأسر 528 أسرة وعدد العائلات 309 عائلة مقيمة في المدينة. في حين سجلت الكثافة السكانية 370.8 نسمة لكل كيلومتر مربع (960.4/ميل2). وبلغ عدد الوحدات السكنية 643 وحدة بمتوسط كثافة قدره 195.4 لكل كيلومتر مربع (506.1/ميل2).
وتوزع التركيب العرقي للمدينة بنسبة 93.61% من البيض و4.92% من الأمريكيين الأفارقة و0.08% من الأمريكيين الأصليين و0.16% من الأمريكيين ذوي الأصول الآسيوية و0.08% من الأعراق الأخرى و1.15% من عرقين مختلطين أو أكثر و0.66% من الهسبانيون أو اللاتينيون من أي عرق.
بلغ عدد الأسر 528 أسرة كانت نسبة 24.8% منها لديها أطفال تحت سن الثامنة عشر تعيش معهم، وبلغت نسبة الأزواج القاطنين مع بعضهم البعض 43.2% من أصل المجموع الكلي للأسر، ونسبة 10.4% من الأسر كان لديها معيلات من الإناث دون وجود شريك، بينما كانت نسبة 4.9% من الأسر لديها معيلون من الذكور دون وجود شريكة وكانت نسبة 41.5% من غير العائلات. تألفت نسبة 36.7% من أصل جميع الأسر من عدة أفراد يعيشون في نفس المنزل ونسبة 21.8% كانت تتألف من شخص يعيش بمفرده يبلغ من العمر 65 عاماً أو أكثر. وبلغ متوسط حجم الأسرة المعيشية 2.14، أما متوسط حجم العائلات فبلغ 2.77.
بلغ العمر الوسطي للسكان 47.4 عاماً. وكانت نسبة 19.8% من القاطنين تحت سن الثامنة عشر، وكانت نسبة 6.9% بين الثامنة عشر والرابعة والعشرين عاماً، ونسبة 21% كانت واقعةً في الفئة العمرية ما بين الخامسة والعشرين والرابعة والأربعين عاماً، ونسبة 24.4% كانت ما بين الخامسة والأربعين والرابعة والستين، ونسبة 28% كانت ضمن فئة الخامسة والستين عاماً فما فوق. وتوزع التركيب الجنسي للسكان بنسبة 43.8% ذكور و56.2% إناث.

## وصلات خارجية
- الموقع الرسمي